# Beka Mikeltadze
Beka Mikeltadze (en géorgien : ბექა მიქელთაძე), né le 26 novembre 1997 à Koutaïssi en Géorgie, est un footballeur international géorgien. Il joue au poste d'avant-centre au Gwangju FC.

## Biographie

### En club
Né à Koutaïssi en Géorgie, Beka Mikeltadze est formé au sein du club du FC Zestafoni, où il fait ses débuts en professionnels. Il rejoint en 2015 le Dinamo Tbilissi. Il joue son premier match pour le Dinamo le 27 octobre 2015 lors d'un match de coupe de Géorgie contre le Kolkheti 1913 Poti. Il entre en jeu à la place de Otar Kiteishvili et son équipe l'emporte par un but à zéro.
Après un court passage au FC Roustavi, il rejoint le club chypriote de l'Anórthosis Famagouste en juillet 2018.
Mikeltadze signe en faveur du Rubin Kazan le 8 juillet 2019. Il joue son premier match sous ses nouvelles couleurs le 21 juillet 2019, lors de la deuxième journée de la saison 2019-2020 du championnat de Russie face au FK Dynamo Moscou. Il entre en jeu à la place de Viðar Örn Kjartansson et se fait remarquer en inscrivant le but vainqueur de son équipe dans le temps additionnel de la deuxième période (0-1 score final).
Le 11 février 2020, il est prêté au FK Rotor Volgograd avant de rejoindre définitivement le club en juin 2020.
Le 19 février 2021, Mikeltadze rejoint librement le club grec de l'AO Xanthi. Il décide de porter le numéro 90. Il inscrit son premier but le 27 mars 2021 contre le PAE Ergotelis Héraklion. Titulaire, l'attaquant géorgien donne la victoire à son équipe en inscrivant le seul but de la partie, mais se fait également remarqué en étant expulsé en fin de match après avoir écopé d'un second carton jaune.
Le 6 juillet 2021, Beka Mikeltadze s'envole cette fois pour l'Australie afin de s'engager en faveur des Newcastle Jets. Il signe un contrat de deux ans. Il joue son premier match sous ses nouvelles couleurs le 21 novembre 2021, lors d'une rencontre de championnat contre les Central Coast Mariners. Il est titularisé et son équipe s'incline par deux buts à un.
Le 22 juin 2023, Beka Mikeltadze s'engage avec le Gwangju FC, en Corée du Sud. Il signe un contrat courant jusqu'en décembre 2025.
Mikeltadze inscrit son premier but pour Gwangju le 3 septembre 2023, lors d'une rencontre de championnat face au Ulsan Hyundai. Titularisé, il participe à la victoire de son équipe par deux buts à zéro.

### En sélection
Beka Mikeltadze représente l'équipe de Géorgie des moins de 17 ans pour un total de trois matchs joués en 2014.
Beka Mikeltadze honore sa première sélection avec l'équipe nationale de Géorgie le 15 novembre 2020 face à l'Arménie. Lors de cette rencontre, il entre en jeu à la place de Valerian Gvilia, et son équipe s'incline par deux buts à un.